# Bradina admixtalis
Bradina admixtalis is een vlinder uit de familie van de grasmotten (Crambidae), uit de onderfamilie van de Spilomelinae. De wetenschappelijke naam van deze soort is voor het eerst voorgesteld als Botys admixtalis door Francis Walker in een publicatie uit 1859.
De vleugellengte is ongeveer 12 millimeter.
De soort komt voor in:
- het Afrotropisch gebied waaronder Liberia, Ghana, Kameroen, Congo-Kinshasa, Oeganda, Kenia, Tanzania, Angola[1], Mozambique, Zimbabwe, Zuid-Afrika, de Comoren, Madagaskar, Mauritius, Réunion, de Maldiven en het Brits Indische Oceaanterritorium (Chagosarchipel),
- het Oriëntaals gebied waaronder Pakistan[1], India (Meghalaya), Sri Lanka, Bhutan, Bangladesh[1], Myanmar, Taiwan, Borneo (Sabah) en Indonesië (Ambon, Bali, Java),
- het Australaziatisch gebied waaronder Indonesië (Papoea), Papoea-Nieuw-Guinea[1], Australië en Nieuw-Zeeland,
- het Palearctisch gebied waaronder China en Japan.